# Alfred Gaida
Alfred Gaida (Prószków, 25 de julho de 1951) é um ex-ciclista alemão que representou a Alemanha Ocidental nos Jogos Olímpicos de 1972 no individual e terminou em quinquagésimo sétimo lugar.